# 安田拡了
安田 拡了（やすだ かくりょう、1954年5月27日 - ）はフリーのプロレス・格闘技ライター。岐阜県出身。
ニックネームはヤスカク。

## 来歴
- 1954年、岐阜県不破郡垂井町で生まれる。
- 1977年、青山学院大法学部卒業後、早稲田大学大学院修士課程へ。しかし、家庭の事情により学業を中断。
- 1979年、専門商社を経て、米国の市場調査・視聴率調査会社ACニールセン・カンパニー日本支社に入社。
- 1982年、中日新聞系の夕刊紙・（社）名古屋タイムズ社に記者兼カメラマンとして入社。同社東京支社編集部勤務。東京の大事件を追う遊軍記者として活動。また同社発行の全国紙「レジャーニューズ」（週2回発行）のプロレス専門記者＆カメラマンとしても活動。
- 1986年、ベースボールマガジン社「週刊プロレス」で依頼原稿の執筆。その他、週刊宝石、週刊フラッシュ（光文社）へ依頼原稿・写真を出稿。
- 1988年、名古屋タイムス社名古屋本社編集局に転勤。報道部（社会部）記者として愛知県警担当記者。とくに社会特報記事を担当。遊軍として中日ドラゴンズ取材も。
- 1990年、名古屋タイムズ社を退社。知人に頼まれ、名古屋市内でラーメン店を店長として8ヶ月行った。その後、名古屋リクルート社の外部コピーライターをやりながら、武道・格闘技のフリーランス記者としてベースボールマガジン社の発行の「ボクシングマガジン」「週刊プロレス」「格闘技通信」で執筆。ビジョントレーニングの権威・内藤貴雄氏を名古屋で発掘し、ボクサーの薬師寺、飯田に動態視力トレーニングをさせて世界王者誕生に貢献。
- 1993年、東京に転居。ベースボールマガジン社「週刊プロレス」「格闘技通信」のスタッフライターとして本格的に活動。「船木誠勝の肉体改造法」をバースボールマガジン社から発売。15万部のベストセラーとなる。
- 1994年、CS局GAORA「パンクラッシュ、パンクラス」（格闘技団体パンクラスの番組）の解説者としても活動。スカパーにても解説者。週刊プロレス、格闘技通信のメインライター。
- 2002年、テレビ朝日「ワールドプロレスリング」実況解説者。
- 2011年、東日本大震災でボランティア活動（岩手県宮古市）。子供教育のフリーペーパー「絆」紙を発行し、乃木神社、靖国神社「遊就館」などに置く。
- 2016年、14年間続けた「ワールドプロレスリング」解説者を卒業、プロレス格闘技現場取材から一時的に撤退し、子供教育のために寺子屋教育（合気道＆古典素読）の模索を始める。
- 熊本地震震源地・益城町を中心に瓦礫撤去のボランティア活動。
- 2018年、日本プロレス史を検証していくことを目的とした「日本プロレス史検証会」を主宰。プロレス関連原稿の執筆も再開。教育再生を志す全国の首長（市町村長）の会議「教育再生首長会議」の事務局長を委嘱される。
- 2019年、「教育再生首長会議」事務局長に正式就任。

## 趣味
- 剣道、合気道（富木合気道）のほか柳生新陰流剣術を嗜む。

## 受賞
- 1982年、よみうり写真大賞報道部門入選
- 1992年、リクルートコピーライター新人賞

## 出版
- 「船木誠勝の肉体改造法」①～③（共著）
- 「海人」（著書）
- 「明日また生きろ」（ゴーストライター）
- 「火の呼吸」（共著）
- 「自彊術で若返る」（著書）
- 「股関節のチカラ」（著書）
- 「少林寺拳法のすすめ」（ゴーストライター）
- 「富木合気道の実力」（編集企画）
- 「剣道」（ゴーストライター）
- 「合気道の自修帖」（編集企画）

など多数。